# 科隆比耶 (多尔多涅省)
科隆比耶（法語：Colombier，法語發音：[kɔlɔ̃bje] ⓘ）是法国多尔多涅省的一个市镇，属于贝尔热拉克区。

## 地理
科隆比耶（44°46'57"N, 0°31'6"E）面积7.03 平方千米，位于法国新阿基坦大区多爾多涅省，该省份为法国西南部内陆省份，是法國本土面积第三大的省，大致对应佩里戈尔地区，北起顺时针与夏朗德省、上维埃纳省、科雷兹省、洛特省、洛特-加龙省、吉倫特省和滨海夏朗德省接壤。
与科隆比耶接壤的市镇（或旧市镇、城区）包括：贝尔热拉克、圣纳克桑、科讷德拉巴尔德、布尼亚格、里巴尼亚克、蒙巴济亚克。

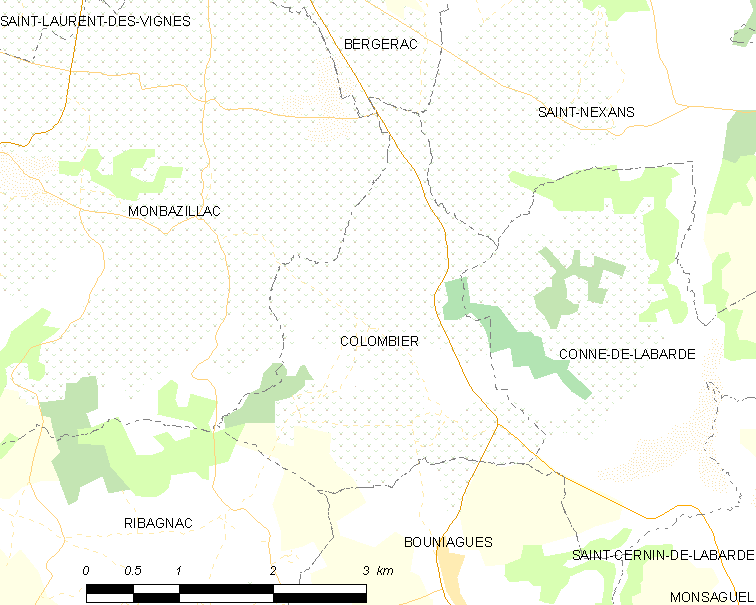
的OSM定位图

科隆比耶的时区为UTC+01:00、UTC+02:00（夏令时）。

## 行政
科隆比耶的邮政编码为24560，INSEE市镇编码为24126。

## 政治
科隆比耶所属的省级选区为南贝尔热拉库瓦县。

## 人口

1962-2008年间人口变化图示

科隆比耶于2022年1月1日时的人口数量为279人。